# Rudapithecus
 Rudapithecus  ist eine ausgestorbene Gattung der Menschenaffen, die vor rund 10 Millionen Jahren während des Oberen Miozäns in Mitteleuropa vorkam. Holotypus der Gattung und der Typusart Rudapithecus hungaricus ist ein teilweise erhaltener Unterkiefer (Sammlungsnummer: RUD-1), der 1965 in Ungarn entdeckt und 1967 von Miklós Kretzoi benannt wurde. Rudapithecus hungaricus ist die einzige bislang beschriebene Art der Gattung; die Tiere dieser Gattung sind hinsichtlich Größe und Lebensweise vergleichbar mit heutigen Schimpansen.

## Namensgebung
Der Name der Gattung verweist zum einen auf den Fundort Rudabánya im Nordosten Ungarns (Fundort); Ruda bedeutet im Altungarischen ‚Metall‘ im Sinne von ‚Eisenerz‘. Zum anderen verweist die Bezeichnung auf altgriechisch πίθηκος píthēkos, deutsch ‚Affe‘. Das Epitheton der Typusart, hungaricus, ist eine Latinisierung des Staatsnamens Ungarn. Rudapithecus hungaricus bedeutet sinngemäß folglich „ungarischer Erz-Affe“.
Die Bekanntgabe des Namens erfolgte 1967 nicht – wie allgemein üblich – in Form einer wissenschaftlichen Beschreibung in einer Fachzeitschrift. Erwähnt wurden Unterkiefer-Fund und Bezeichnung stattdessen erstmals öffentlich im Oktober 1967 in einem anonym veröffentlichten Artikel in der Tageszeitung Magyar Nemzet. Im Novemberheft der populärwissenschaftlichen Zeitschrift Elet es Tudomany ‚Leben und Wissenschaft‘ berichtete dann auch der ungarische Geologe András Tasnádi Kubacska über die neu eingeführte Gattung und erwähnte Rudapithecus hungaricus bereits im Titel seines Beitrags. In beiden Fällen wurde der Fund nicht gegen andere Gattungen abgegrenzt. Eine erste, sehr knappe fachliche Beschreibung – basierend auf einem Vortrag während eines Symposiums in Bukarest im Herbst 1967 – erfolgte schließlich im Jahr 1969, weswegen in manchen Publikationen das Jahr 1969 als Jahr der Namensgebung erscheint.
In verwandtschaftlicher Nähe zu Rudapithecus stehen die Gattungen Ramapithecus und Dryopithecus, weswegen es auch den Vorschlag gab, Rudapithecus hungaricus in Dryopithecus hungaricus umzubenennen, also beide Gattungen zu synonymisieren.

## Funde
Das Typusexemplar RUD-1 ist ein verwitterter Oberflächenfund, der 1965 in einer Erzgrube in Rudabánya zutage getreten war und in die Zeit vor rund 10 bis 6 Millionen Jahre datiert wurde. In den folgenden Jahren wurden weitere Fossilien gefunden, die Rudapithecus zugeordnet wurden, unter anderem mehrere Schädel-Fragmente. Ein besonderer Fund ist das Fossil RUD-200, da bei ihm nicht nur die Schädelkapsel, sondern auch Knochen aus dem Bereich des Gesichts erhalten geblieben sind, sowie der vermutlich zugehörige Unterkiefer RUD-212. Der Bau des Schädels ähnelt dem Bau des Schädels heutiger Schimpansen. Eine Rekonstruktion des Schädel-Innenvolumens ergab jedoch nur 221 bis 247 Kubikzentimeter (bei Schimpansen ca. 400 Kubikzentimeter) und Ähnlichkeiten des Gehirns mit dem der Gibbons. Anhand der Abriebspuren mehrerer Zähne wurde geschlossen, dass die Tiere der Art sich überwiegend von mäßig harten Früchten ernährten. Andere Autoren leiteten insbesondere aus der Beschaffenheit des Zahnschmelzes ab, dass Rudapithecus in die Familie der Menschenaffen (Hominidae) einzuordnen sei. Auch wurden einige Knochen aus dem Postcranium, der Bereich unterhalb des Schädels, geborgen, u. a. das untere Endstück eines Oberarmknochens, das obere Ende einer Elle und einige Handwurzelknochen, die denen heute lebender Schimpansen ähneln.
Im Jahr 2019 wurde das Fragment eines Beckenknochens beschrieben, aus dessen dreidimensionaler Rekonstruktion Merkmale hervorgingen, die teils jenen von Orang-Utans und Kleinen Gibbons ähneln, teils jenen von Klammeraffen.
Ein Vergleich von morphologischen Merkmalen der Bogengänge des Innenohrs von Rudapithecus und dem gleich alten Hispanopithecus ergab zum einen so große Unterschiede, dass daraus die Berechtigung abgeleitet wurde, diese Fossilien weiterhin unterschiedlichen Gattungen zuzuordnen. Zugleich wurde durch die Untersuchung ihrer Gleichgewichtsorgane die stammesgeschichtliche Nähe beider Gattungen zu den Gorillas und Schimpansen bestätigt, das heißt ihre Einordnung als Menschenaffen, und eine deutliche Distanz zu den Orang-Utans.

## Belege
1. ↑  Raymond L. Bernor et al.: Recent Advances on Multidisciplinary Research at Rudabánya, Late Miocene (MN9), Hungary: a compendium. In: Palaeontographia Italica. Band 89, 2002, S. 3–36, Volltext
2. ↑  Rudapithecus of Rudabánya, Hungary. Auf: hungarianspectrum.org vom 16. August 2009.
3. ↑  László Kordos: 50 Jahre Rudapithecus. Auf: matud.iif.hu, erschienen 2015 in der Zeitschrift der Ungarischen Akademie der Wissenschaften.
4. ↑  András Tasnádi Kubacska: Rudapithecus hungaricus: a Rudabányai Osmajom. In: Elet es Tudomany. Band 22, November 1967, S. 2083–2085.
5. ↑  Miklós Kretzoi: Geschichte der Primaten und der Hominisation. In: Symposia Biologica Hungarica. Band 9, 1969, S. 3–11.
6. 1 2  David R. Begun: Dryopithecins, Darwin, de Bonis, and the European origin of the African apes and human clade. In: Geodiversitas. Band 31, Nr. 4, 2009, S. 798, doi:10.5252/g2009n4a789, Volltext (PDF)
7. ↑  Peter Andrews und David Cameron: Rudabànya: Taphonomic analysis of a fossil hominid site from Hungary. In: Palaeogeography, Palaeoclimatology, Palaeoecology. Band 297, Nr. 2, 2010, S. 311–329, doi:10.1016/j.palaeo.2010.08.010.
8. ↑  Philipp Gunz et al.: Skull reconstruction of the late Miocene ape Rudapithecus hungaricus from Rudabánya, Hungary. In: Journal of Human Evolution. Band 138, 2020, 102687, doi:10.1016/j.jhevol.2019.102687.
9. ↑  Andrew S. Deane et al.: New evidence for diet and niche partitioning in Rudapithecus and Anapithecus from Rudabánya, Hungary. In: Journal of Human Evolution. Band 65, Nr. 6, 2013, S. 704–714, doi:10.1016/j.jhevol.2013.08.003.
10. ↑  Tanya M. Smith, Paul Tafforeau, Joane Pouech und David R. Begun: Enamel thickness and dental development in Rudapithecus hungaricus. In: Journal of Human Evolution. Band 136, 2019, 102649, doi:10.1016/j.jhevol.2019.102649.
11. ↑  Carol V. Ward, Ashley S. Hammond, J. Michael Plavcan und David R. Begun: A late Miocene hominid partial pelvis from Hungary. In: Journal of Human Evolution. Band 136, 2019, 102645, doi:10.1016/j.jhevol.2019.102645.
 Rare 10 million-year-old fossil unearths new view of human evolution. Auf: phys.org vom 17. September 2019.
12. ↑  Alessandro Urciuoli, Clément Zanolli, Sergio Almécija et al.: Reassessment of the phylogenetic relationships of the late Miocene apes Hispanopithecus and Rudapithecus based on vestibular morphology. In: PNAS. Band 118, Nr. 5, 2021, e2015215118, doi:10.1073/pnas.2015215118.